# Chi Cỏ kê
Chi Cỏ kê (danh pháp khoa học: Panicum) là một chi lớn gồm khoảng 450 loài cỏ bản địa khắp vùng nhiệt đới thế giới, với một ít loài sống cả ở vùng ôn đới phía bắc. Chúng thường là cỏ lớn (cao 1–3 m), sống một năm hay lâu năm.
Bông cỏ mọc thành chùy dài tận 60 cm, hạt dài 1–6 mm, rộng 1–2 mm. Quả phát triển từ bông con (spikelet) gồm hai hoa. Chỉ có hoa trên là sinh sản được; hoa dưới vô sinh. Bông có có hai mày (glume) phát triển đầy đủ.
Hai loài Panicum nổi bật là kê Proso và cỏ kê.

## Một số loài
- Panicum abscissum Swallen – Florida
- Panicum amarum Elliott – Bắc Mỹ
- Panicum anceps Michx. – Hoa Kỳ
- Panicum antidotale Retz. – Nam Á, Himalaya
- Panicum capillare L. Bắc Mỹ
- Panicum coloratum L. – châu Phi
- Panicum decompositum R.Br. – Úc
- Panicum dichotomiflorum Michx. – Bắc Mỹ
- Panicum effusum R.Br. – Úc, New Guinea
- Panicum fauriei Hitchc. – Hawai'i
- Panicum havardii Vasey – Bắc Mỹ
- Panicum hemitomon Schult. – châu Mỹ
- Panicum hirticaule J.Presl – châu Mỹ
- Panicum maximum Jacq. – châu Phi, Palestine, Yemen
- Panicum miliaceum L. (cây trồng)
- Panicum niihauense H.St.John – Hawai'i
- Panicum obtusum Kunth –
- Panicum pygmaeum R.Br.
- Panicum repens L.
- Panicum rigidum Balf.f. – Socotra
- Panicum socotranum Cope – Socotra
- Panicum sumatrense Roth – châu Á
- Panicum turgidum Forssk. – châu Phi, châu Á
- Panicum urvilleanum Kunth –Bắc Mỹ
- Panicum virgatum L. – Bắc Mỹ

Một số loài từng được xếp vào chi này, theo The Plant List:
- Acostia gracilis, tên cũ Panicum acostia R.D.Webster
- Echinochloa colona – tên cũ Panicum colonum L.
- Echinochloa crus-galli – tên cũ Panicum crus-galli L.
- Urochloa panicoides – tên cũ Panicum helopus Trin.

## Hình ảnh

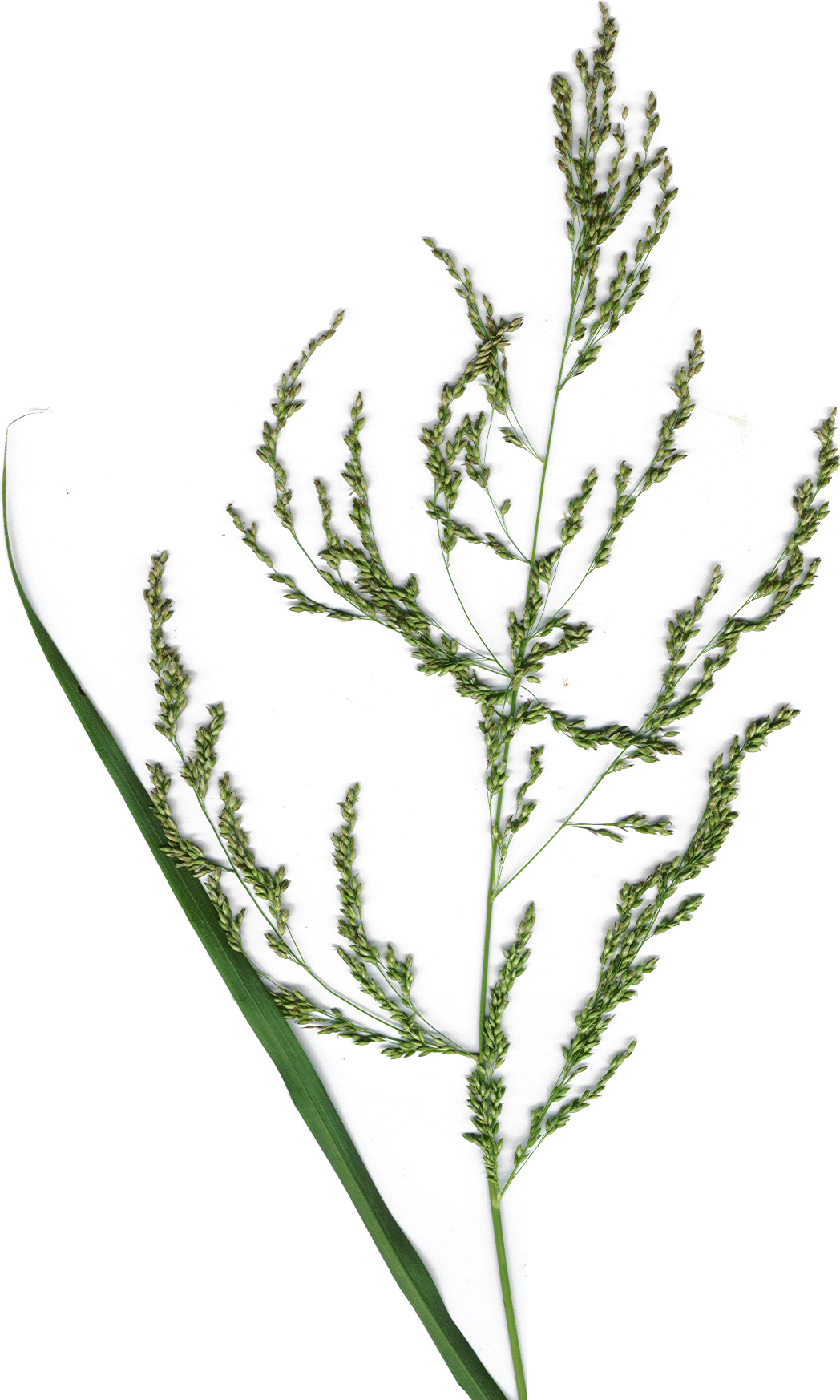
Panicum antidotale
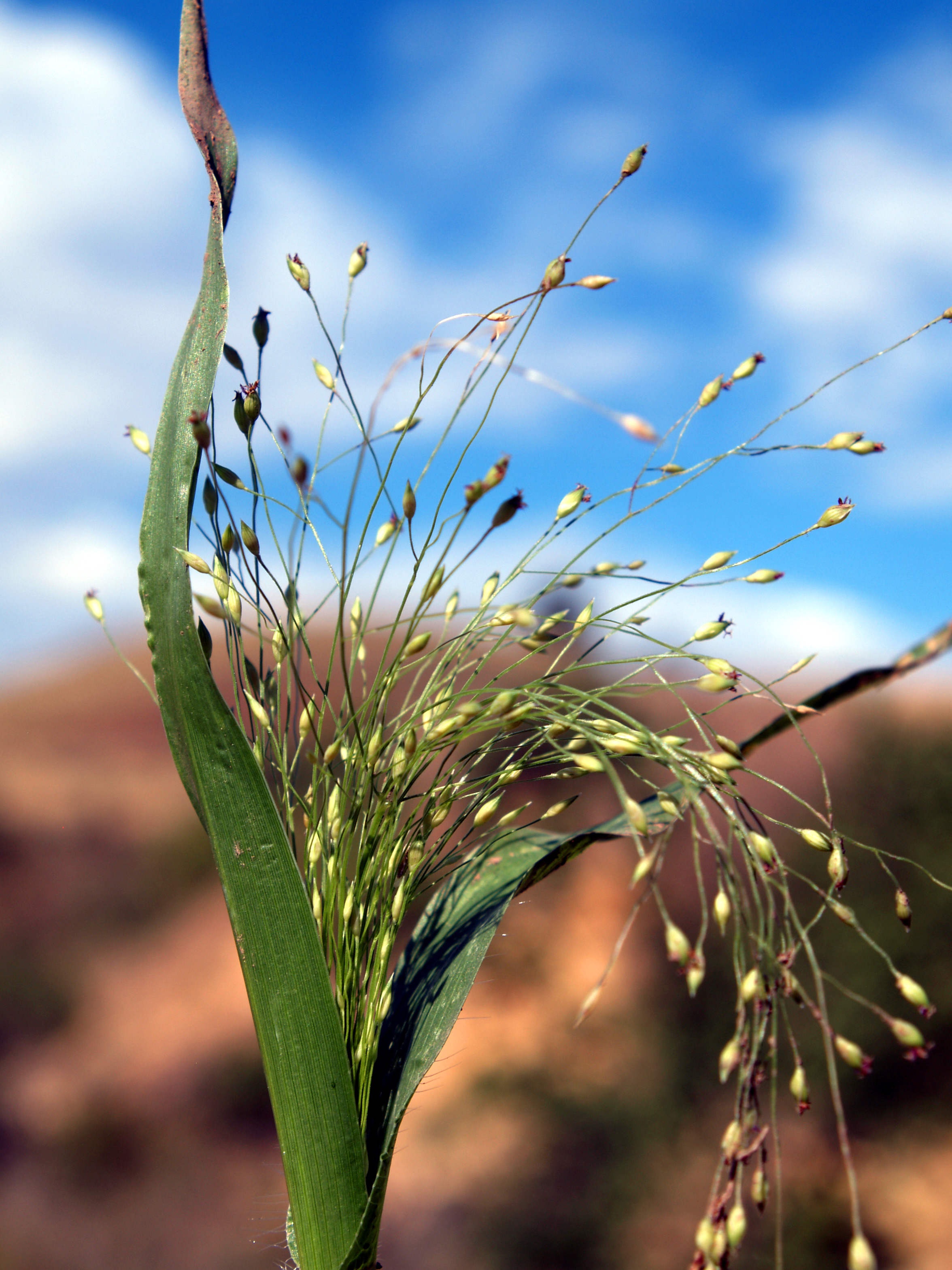
Panicum capillare
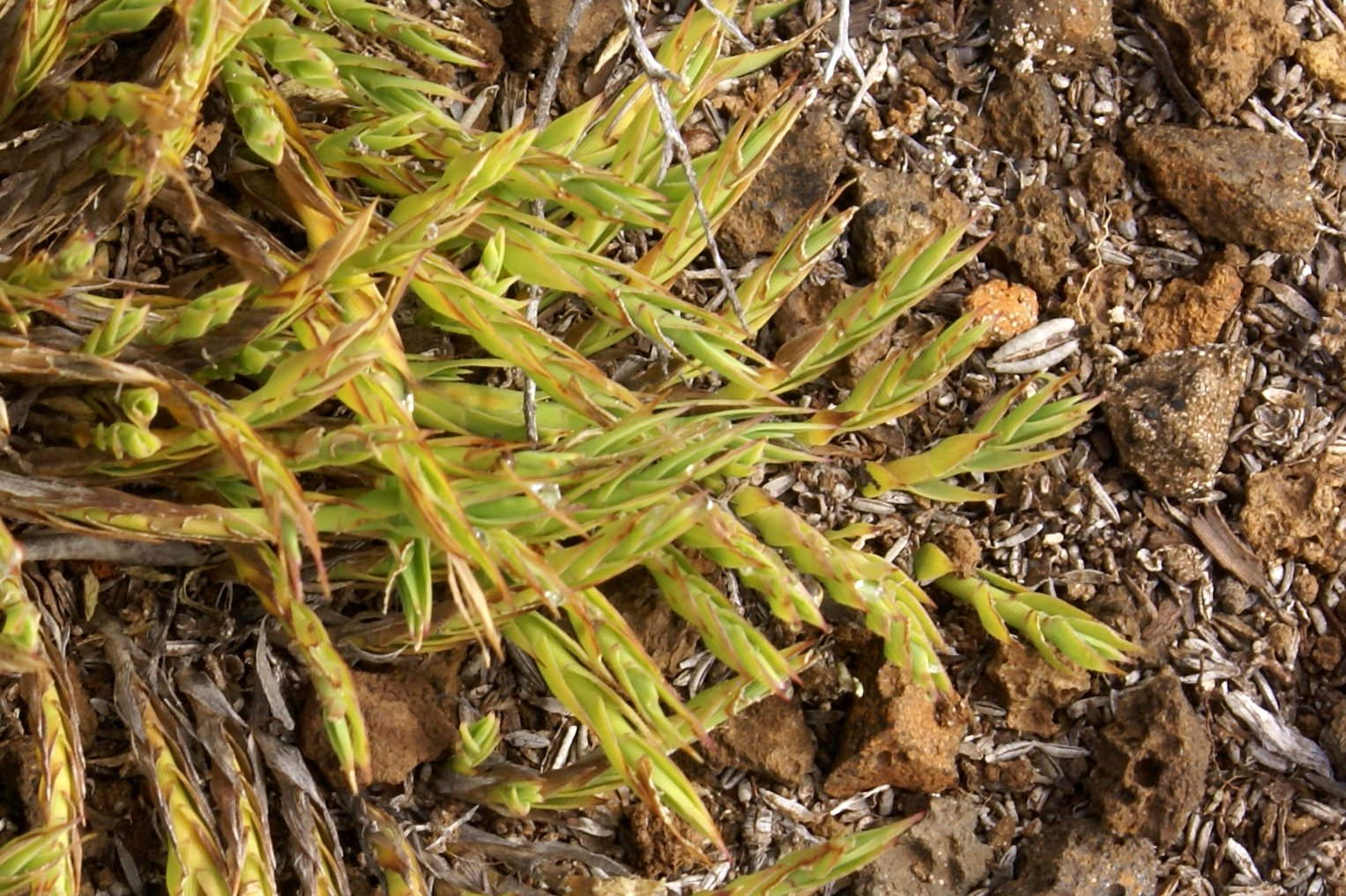
Panicum lycopodioides
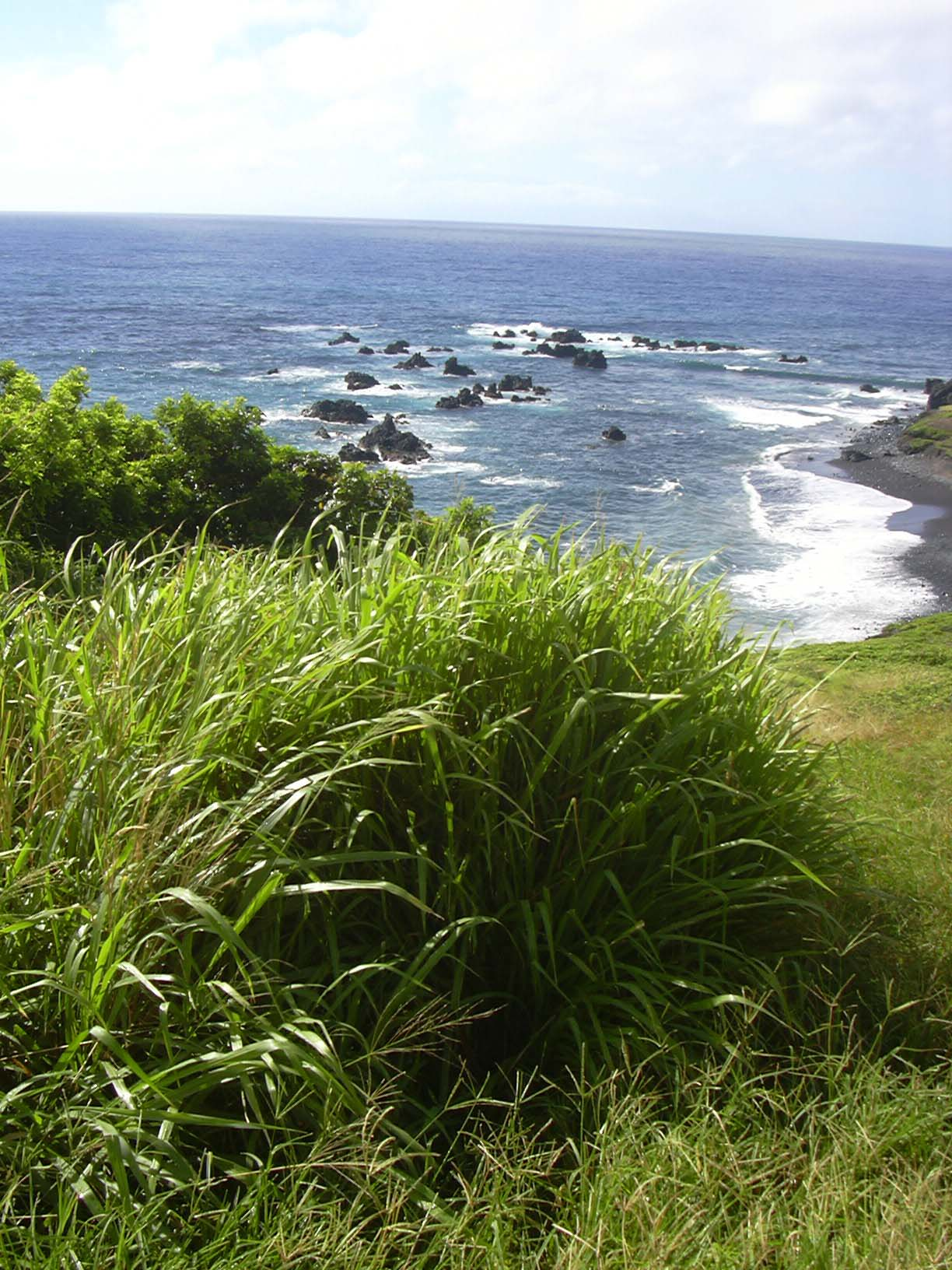
Panicum maximum
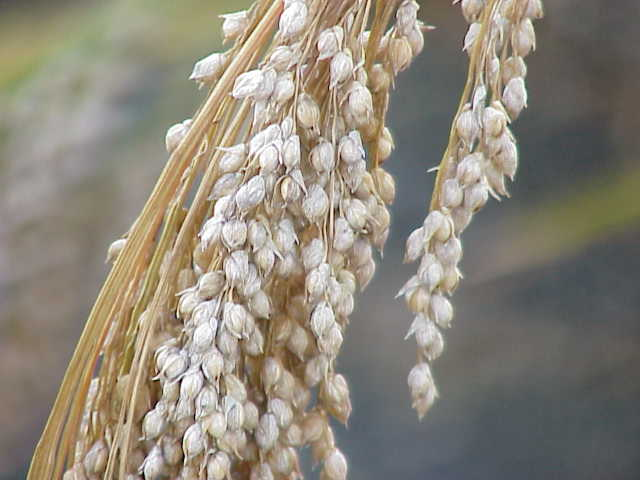
Proso millet
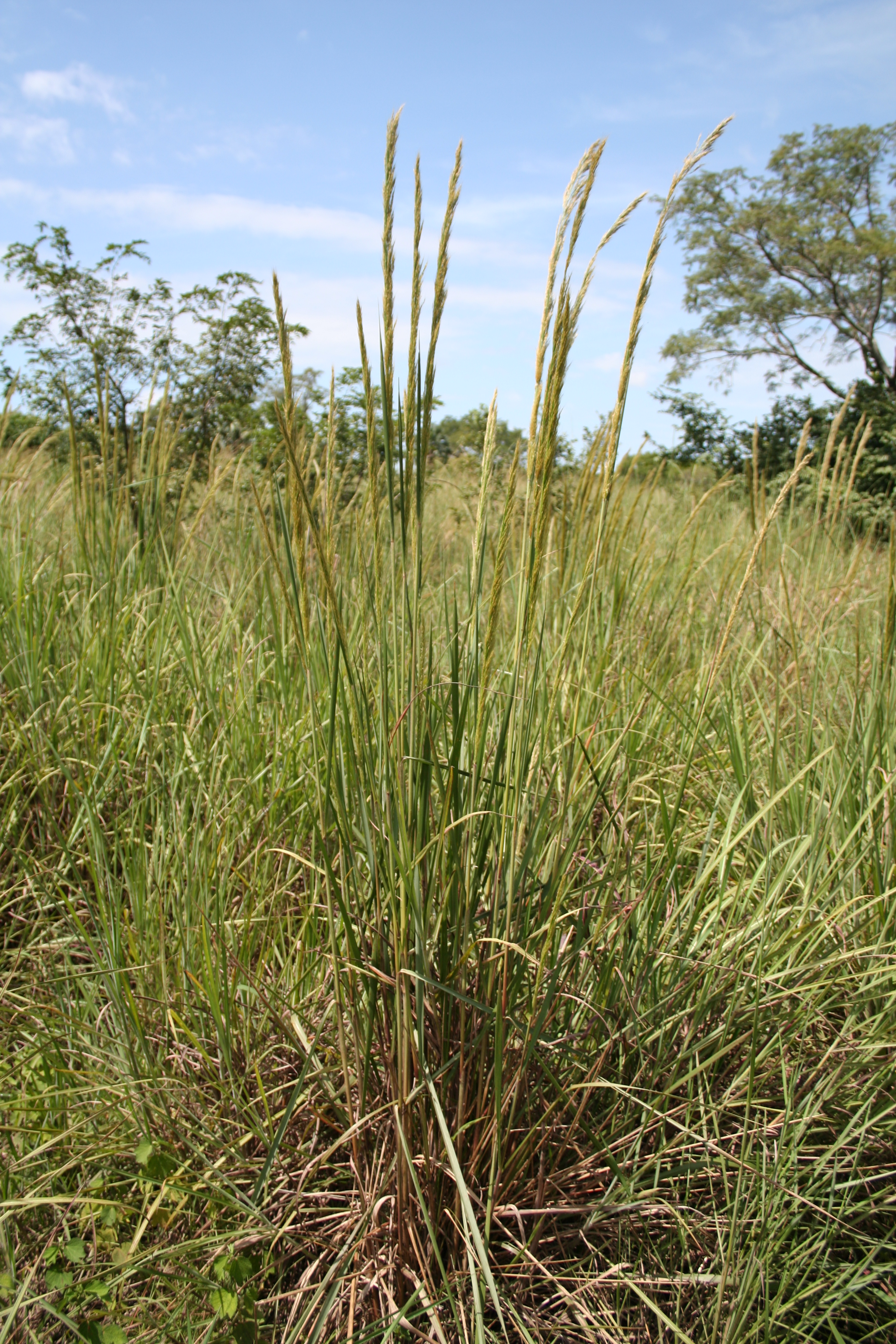
Panicum phragmitoides
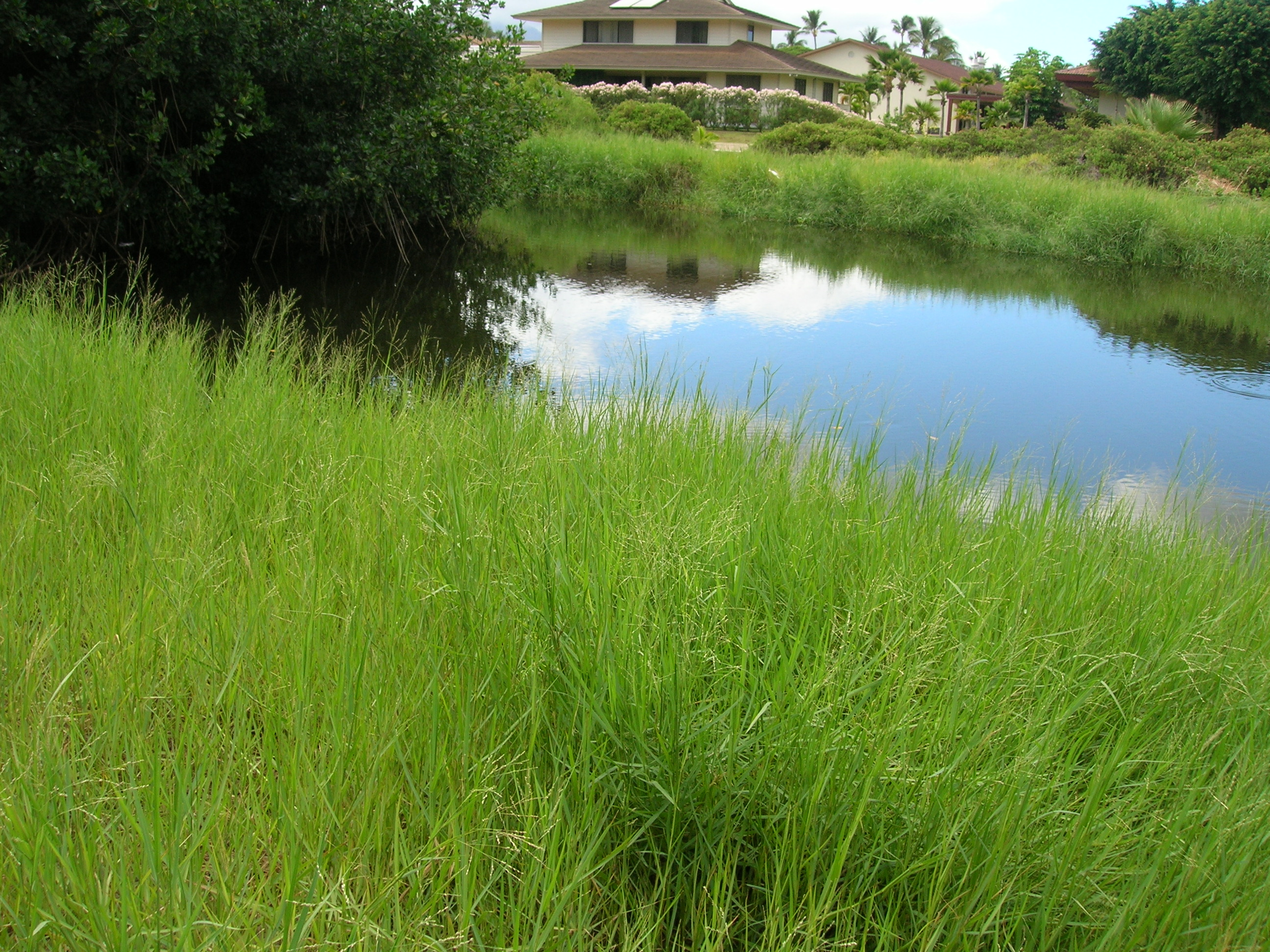
Panicum repens
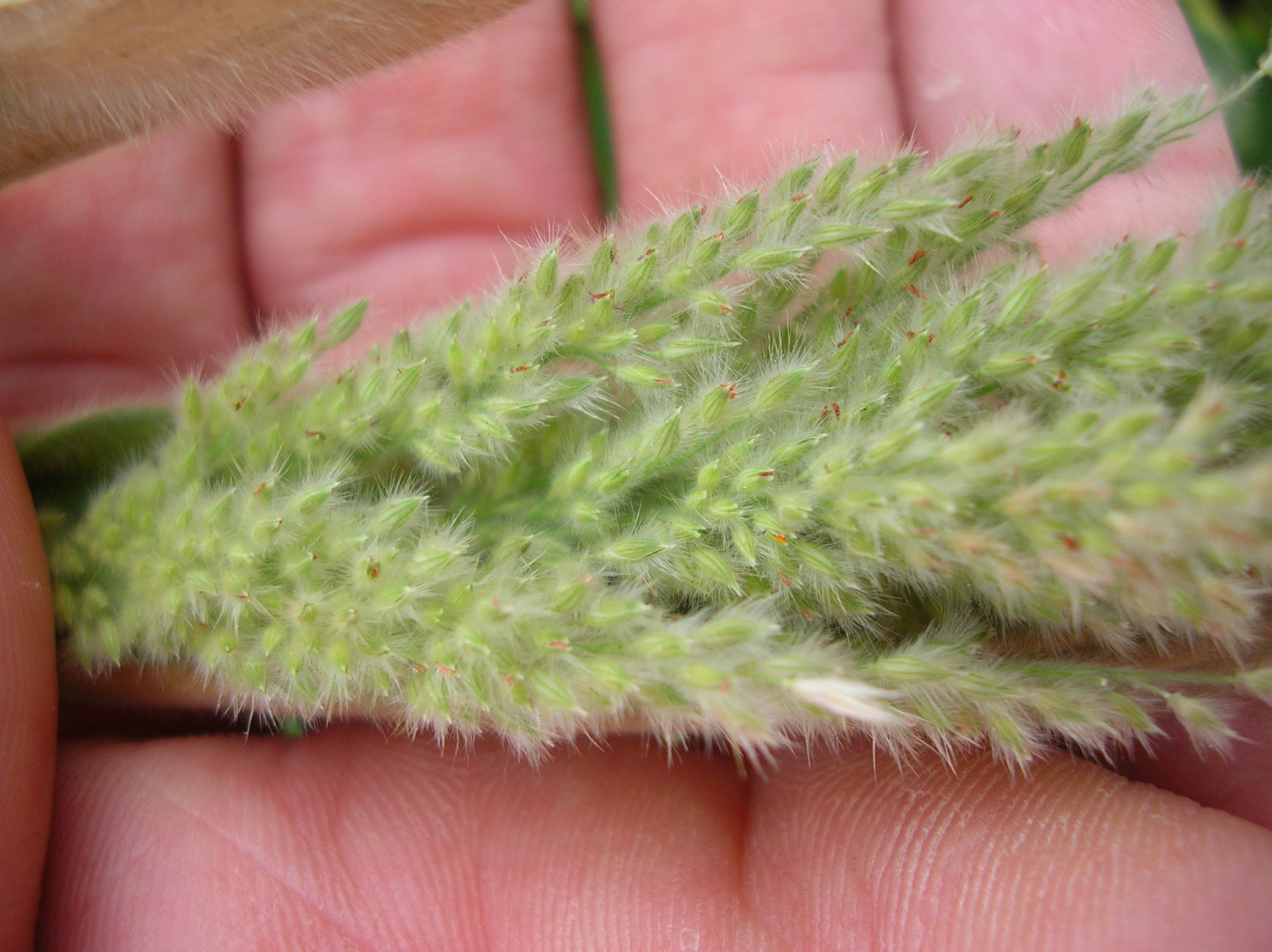
Panicum torridum
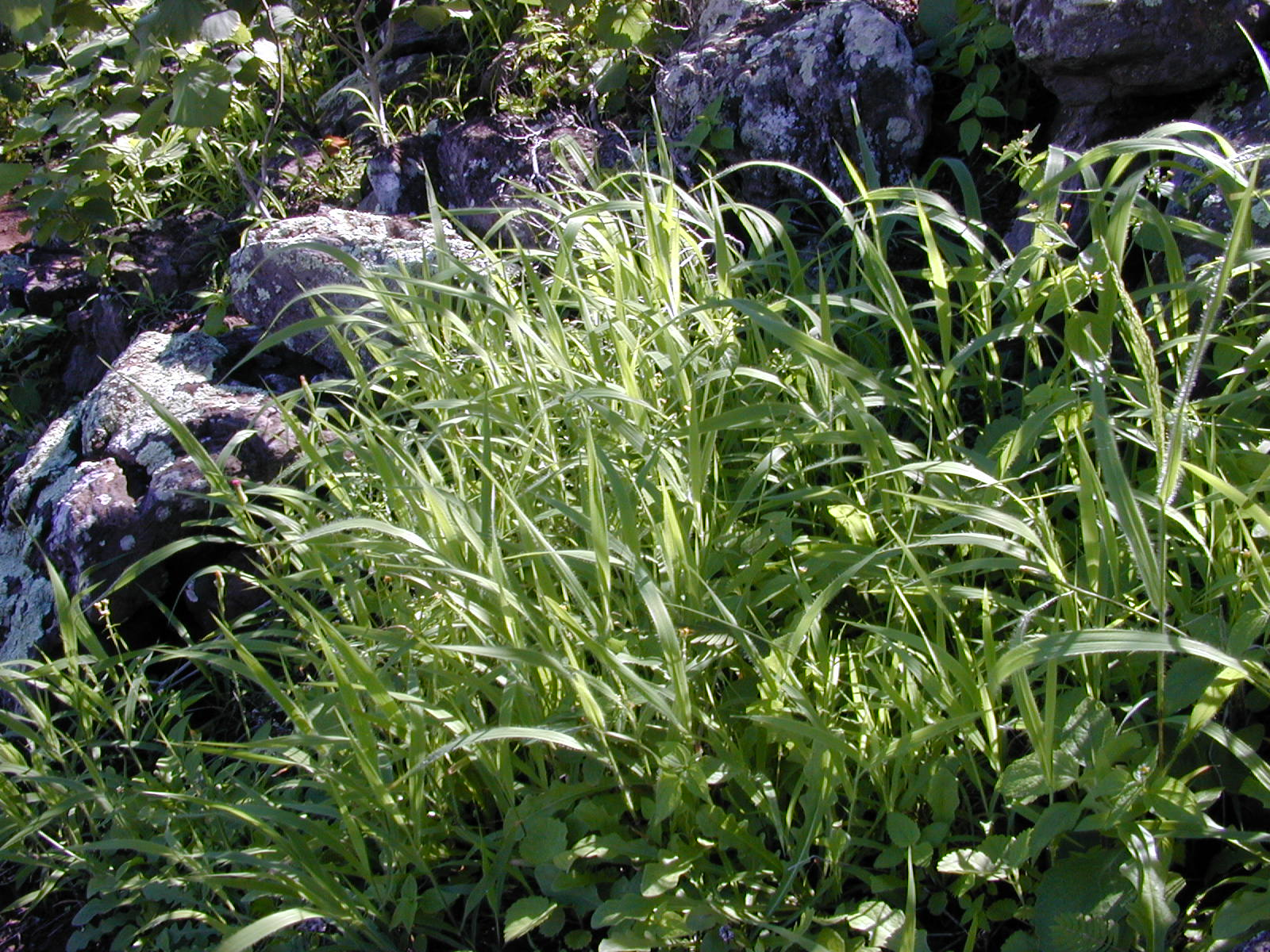
Panicum xerophyllum
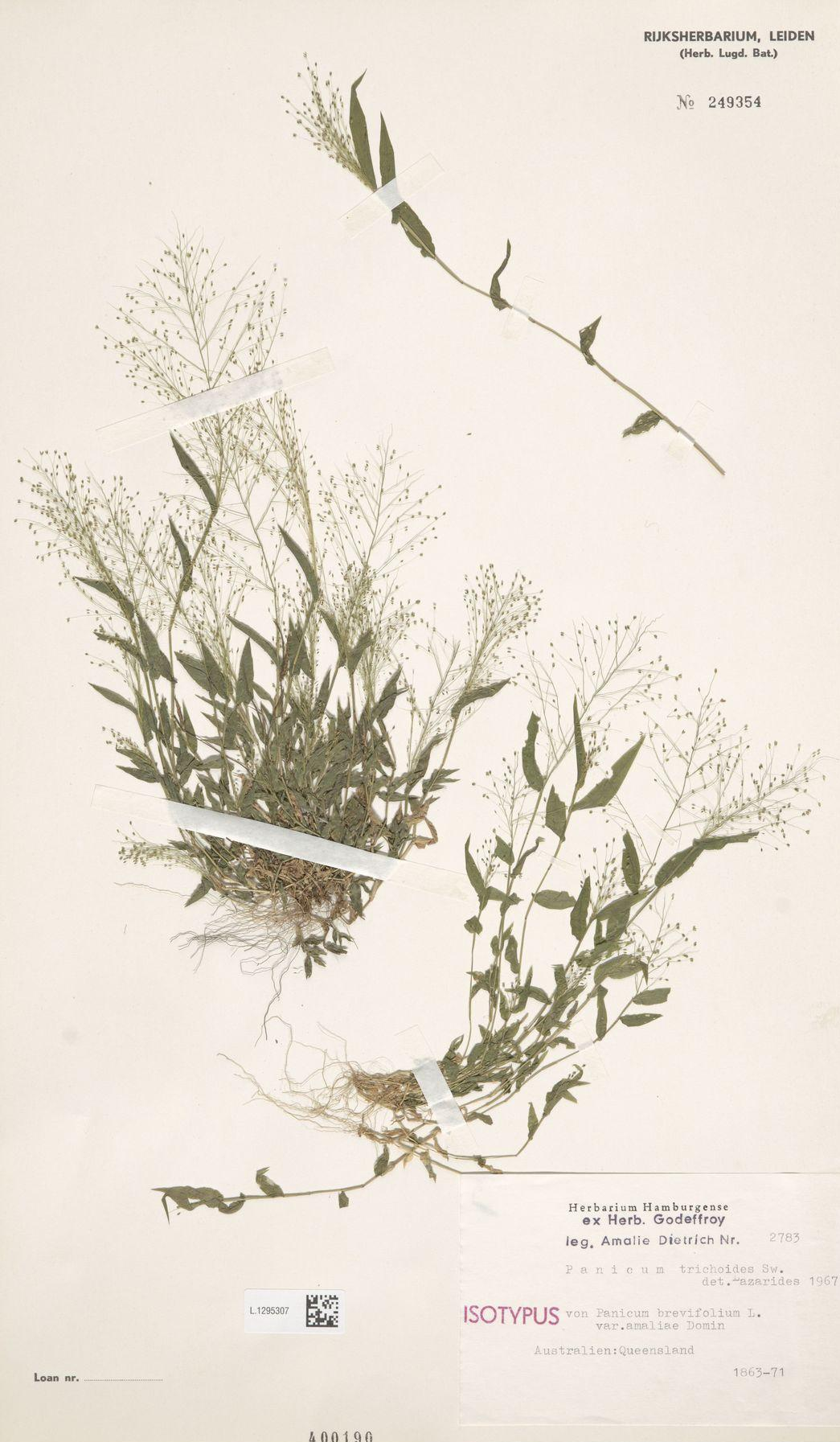
Panicum trichoides